# Sisyra mierae
Sisyra mierae är en insektsart som beskrevs av Monserrat 1981. Sisyra mierae ingår i släktet Sisyra och familjen svampdjurssländor. Inga underarter finns listade i Catalogue of Life.